# Llangollen
Llangollen es una pequeña ciudad de Denbighshire, al noroeste de Gales, Reino Unido, situada junto al río Dee y en las estribaciones de la Cordillera Berwyn.

## Historia
Llangollen recibe su nombre de San Collen (del galés llan que significa 'iglesia' y gollen que significa Collen) un monje del siglo VI que fundó una iglesia junto al río Dee. Según el mito, San Collen llegó a Llangollen en coracle, un tipo primitivo de bote ligero, cuya forma permite llevarlo a la espalda. Como no existe en el país de Gales ninguna otra iglesia dedicada a San Collen, es posible que este santo tenga conexiones tanto en Colan, Cornualles como Langolen, Bretaña, Francia.

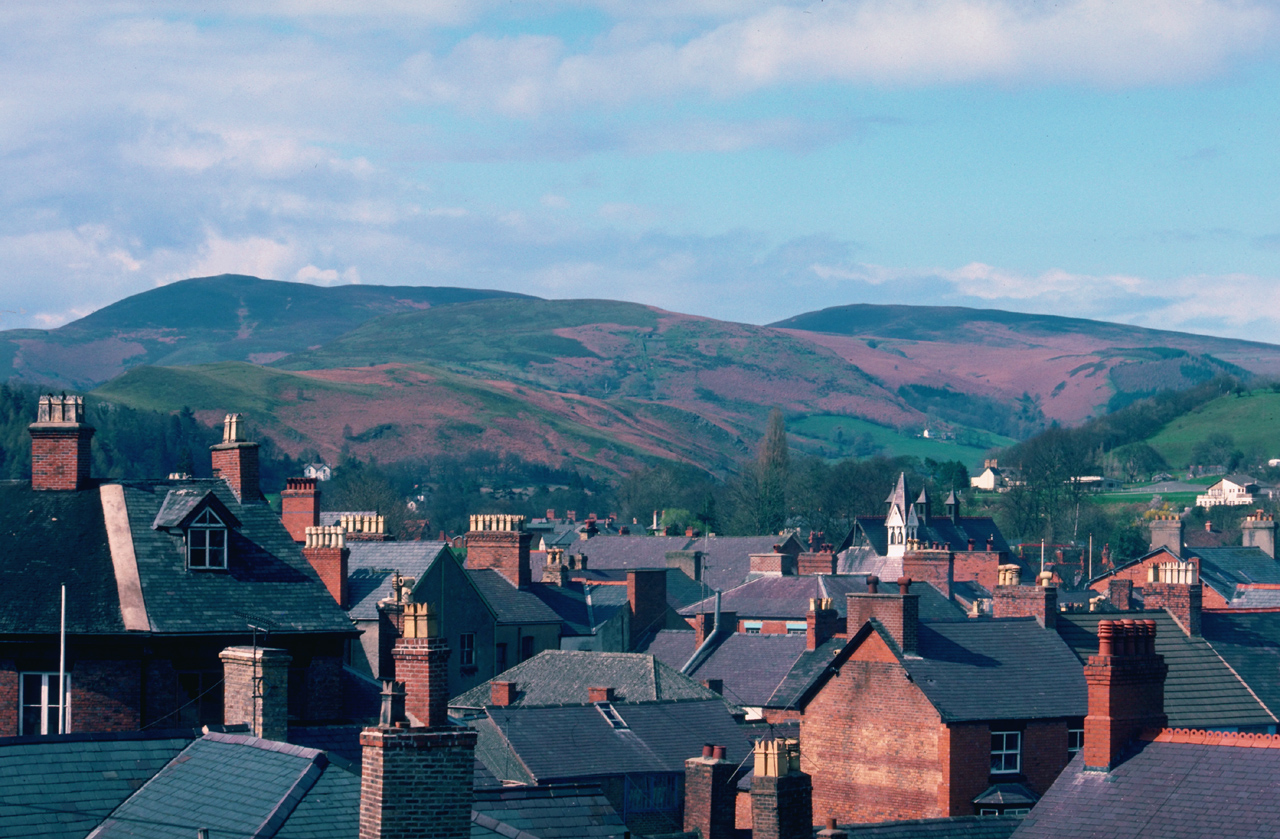
Casas de ladrillo y tejados inclinados de Llangollen.